# Plusiocalpe
Plusiocalpe is een geslacht van vlinders van de familie visstaartjes (Nolidae), uit de onderfamilie Chloephorinae.

## Soorten
- P. atalanta Viette, 1968
- P. atlanta Viette, 1968
- P. micans (Saalmüller, 1891)
- P. pallida Holland, 1894
- P. sericina (Mabille, 1900)